# Boul Fallé, la Voie de la lutte
Pour plus de détails, voir Fiche technique et Distribution.
Boul Fallé, la Voie de la lutte est un premier long métrage documentaire réalisé en 2009 par la Sénégalaise Rama Thiaw, sur la jeunesse rebelle du Sénégal.

## Synopsis
En 1988, la jeunesse sénégalaise descend dans la rue pour contester la réélection du président Abdou Diouf. Ces manifestations ont été les premiers signes d’une rupture générationnelle. C’est dans ce contexte qu’est né le mouvement « Boul Fallé », qui signifie « se foutre de tout et tracer sa route ». Dès le départ, Boul Fallé va se distinguer en s’exprimant dans la musique hip-hop et dans la lutte avec frappe. La réalisatrice Rama Thiaw sans faire l’historique de ce mouvement cherche à en restituer l’énergie. Des studios d’enregistrement de la banlieue de Pikine aux arènes de sable, sa caméra nous entraîne dans le rythme de ceux qui ont choisi de redevenir ce qu’ils sont : de nobles guerriers.

## Fiche technique
- Titre : Boul Fallé, la Voie de la lutte
- Réalisation : Rama Thiaw
- Pays de production : Côte d’Ivoire, France
- Lieux de tournage : Sénégal (Pikine et Dakar)
- Production : Wassakara Productions (Philippe Lacôte)
- Coproduction : Banshee Films, Image Plus
- Image : Rodolphe Respaud, Anthony Mille, Rama Thiaw
- Son : Philippe Lacote
- Montage image : Yannick Coutheron
- Montage son : Xavier Thibaud
- Mixage : Hervé Guyader
- Musiques : Coalition Niuamu Mbaam, Youssou N’Dour et le Super Etoile de Dakar, chanson « Ani mei si tineretea » (folklore tzigane roumain)
- Genre : documentaire
- Langue : français et wolof
- Durée : 1h11
- Format : vidéo
- Distribution : Banshee Films
- Soutien : Les résidences Africadoc, Direction Cinématographique du Sénégal, Fonds Image Afrique (Ministère français des Affaires Étrangères), Fonds audiovisuel (Organisation Internationale de la Francophonie), CNC-Cosip